# 鲍勃·艾伦
罗伯特·J·艾伦（英語：Robert J. Allen，1946年7月17日—），美国NBA联盟前职业篮球运动员。他在1968年的NBA选秀中第6轮总第71顺位被旧金山勇士选中。